# Jesús Pirela
Jesús Daniel Pirela Añez (Maracaibo, Zulia, Venezuela, el 13 de marzo de 1989) es un lanzador de béisbol profesional, que juega para los Tiburones de La Guaira en la Liga Mexicana de Béisbol Profesional (LVBP).